# Jurrick Juliana
Jurrick Juliana (21 de julio de 1984) es un futbolista de Curazao, se desempeña en el terreno de juego como delantero o extremo y su actual equipo es el FC Dordrecht de la Primera División del fútbol neerlandés.

## Inicios
Juliana debuta como profesional con el AGOVV Apeldoorn, iniciando en 2003 con un contrato de 3 años el delantero marcó 31 goles en 112 apariciones con el club. En agosto de 2007 se marcha al Cambuur Leeuwarden de la segunda división del fútbol neerlandés en ese entonces, obteniendo 34 apariciones y 12 goles.

## Trayectoria
| Club               | País         | Año           |
| ------------------ | ------------ | ------------- |
| AGOVV Apeldoorn    | Países Bajos | 2003-2007     |
| Cambuur Leeuwarden | Países Bajos | 2007-2009     |
| FC Dordrecht       | Países Bajos | 2010-presente |

## Carrera internacional
En 2003 Juliana recibe la llamada del técnico Pim Verbeek para representar la selección de fútbol de las Antillas Neerlandesas, llamada la cual fue rechazada en ese entonces por el club del jugador.